# 12983 Mattcox
12983 Mattcox è un asteroide della fascia principale. Scoperto nel 1979, presenta un'orbita caratterizzata da un semiasse maggiore pari a 3,1845846 au e da un'eccentricità di 0,0660197, inclinata di 12,30713° rispetto all'eclittica.